# Jesse Bright
Pour les articles homonymes, voir Bright.
Jesse David Bright (18 décembre 1812 – 20 mai 1875) est un homme politique américain. Il fut lieutenant-gouverneur de l'Indiana et sénateur de cet État. Il servit à trois occasions comme président pro tempore du Sénat. Il fut le seul sénateur d'un État du Nord à être expulsé du Sénat pour sympathie avec les Confédérés et le dernier sénateur dans l'histoire américaine à avoir subi une telle procédure.

## Jeunesse et carrière
Né à Norwich, New York, Bright est issu d'une famille allemande. Bright part pour Madison, en Indiana, avec ses parents en 1820 et suit sa scolarité dans les écoles publiques lorsqu'il est enfant. Il étudie le droit et est admis au barreau (en) en 1831, commençant à pratiquer à Madison. Il est élu comme juge du tribunal des successions et des tutelles (en) du comté de Jefferson, en 1834, est un marshal des États-Unis pour le district de l'Indiana de 1840 à 1841 et sert au sénat de l'Indiana de 1841 à 1843. En 1842, il est élu lieutenant gouverneur de l'Indiana (en) et sert comme tel que 1843 à 1845.

## Sénat des États-Unis
Bright est élu en tant que démocrate au sénat des États-Unis en 1844, et est réélu en 1850 et 1856, servant de 1845 à 1862. Il est président du comité des lois inscrites (en) de 1845 à 1847, du comité des bâtiments publics et des terrains (en) de 1845 à 1847, du comité des revendications révolutionnaires (en) de 1847 à 1849, du comité des routes et canaux de 1849 à 1855 et du comité des bâtiments publics et des terrains (en) de 1857 à 1861. Il est aussi Président pro tempore du Sénat de 1854 à 1856, de 1856 à 1857, et en 1860, servant comme vice-président par intérim des États-Unis (en) pendant les deux premiers mandats en raison du décès du vice-président William R. King.
Au sénat, Bright n'est pas connu comme un grand orateur, mais est très compétent dans le travail des comités. Un de ses ennemis est le sénateur de l'Illinois Stephen A. Douglas après son vote contre le maintien de Bright au sénat. Il est, cependant, un ami très proche et confident de William Hayden English, un représentant des États-Unis de l'Indiana. En 1857, le président James Buchanan lui offre un poste de secrétaire d'État, mais il le refuse.

### Guerre de Sécession
Bright est un démocrate pro-esclavagiste, possédant lui-même des esclaves dans sa propriété au Kentucky.
Au début de 1862, le sénat du 37e congrès (en), qui est composé de vingt-neuf républicains et dix démocrates, vote son expulsion (en) pour soutien à Jefferson Davis en tant que président des États confédérés d'Amérique et pour avoir facilité la vente d'armes à la Confédération. Le problème survient lorsque le sénateur du Minnesota Morton S. Wilkinson (en) livre au sénat une lettre datée du 1er mars 1861, écrite à Davis et signée par Bright, impliquant la ventes d'armes. La lettre a été trouvée sur un vendeur de canons capturé traversant la frontière confédérée pendant la première bataille de Bull Run.
Il est le quatorzième sénateur expulsé de congrès pendant la guerre de Sécession, et est (toujours en 2025) le dernier sénateur à avoir été expulsé. Peu après son expulsion du sénat, l'Union autorise la confiscation de sa propriété à Port Fulton, en Indiana (en), qui devient l'hôpital général Jefferson (en), le troisième plus grand hôpital pendant la guerre de Sécession. Il est candidat malheureux pour remplir la vacance causée par sa propre expulsion en 1863. Le rival intra-parti de longue date de Bright, l'émissaire en Prusse (en) et démocrate pro-guerre Joseph A. Wright (en), lui succède au sénat.

## Après le sénat
Après avoir perdu sa maison dans l'Indiana, Bright s'installe à Covington au Kentucky. Il est membre de la chambre des représentants du Kentucky de 1867 à 1871, est un électeur présidentiel pour le ticket démocrate du Kentucky lors de l'élection présidentielle américaine de 1868, et est président de la Raymond City Coal Company de 1871 à 1875. Il s'installe à Baltimore au Maryland en 1874 et y meurt le 20 mai 1875. Il est enterré dans le cimetière de Green Mount (en) à Baltimore.